# Скінетя
Скінетя (рум. Schinetea) — село у повіті Васлуй в Румунії. Входить до складу комуни Думешть.
Село розташоване на відстані 284 км на північ від Бухареста, 43 км на північний захід від Васлуя, 41 км на південний захід від Ясс.

## Населення
За даними перепису населення 2002 року у селі проживали 82 особи, усі — румуни. Усі жителі села рідною мовою назвали румунську.